# توماس جيمس هيرست
توماس جيمس هيرست (بالإنجليزية: Thomas James Hurst)‏ هو مصور أمريكي، ولد في 1971.

## وصلات خارجية
- الموقع الرسمي